# Władimir Cybulko
Władimir Michajłowicz Cybulko (ros. Влади́мир Миха́йлович Цыбулько́, ukr. Володи́мир Миха́йлович Цибу́лько, ur. 19 września 1924 w Roweńkach, zm. 14 kwietnia 1987 w Moskwie) – radziecki polityk narodowości ukraińskiej.

## Życiorys
W latach 1942–1945 służył w Armii Czerwonej, uczestniczył w wojnie z Niemcami, od 1944 należał do WKP(b), 1947 został funkcjonariuszem Komsomołu w obwodzie stalińskim (obecnie obwód doniecki). W 1950 ukończył Doniecki Instytut Pedagogiczny, w 1958 Wyższą Szkołę Partyjną przy KC KPZR, a w 1965 Kijowski Instytut Gospodarki Narodowej, w latach 1966–1968 był I sekretarzem Komitetu Miejskiego KPU w Żdanowie (obecnie Mariupol). W latach 1968–1970 kierownik Wydziału Pracy Organizacyjno-Partyjnej KC KPU, od kwietnia 1970 do 4 listopada 1985 I sekretarz Komitetu Obwodowego KPU w Kijowie, następnie na emeryturze. W latach 1971–1986 członek KC KPZR. Deputowany do Rady Najwyższej ZSRR od 8. do 11. kadencji. Odznaczony trzema Orderami Lenina i wieloma innymi radzieckimi orderami. Pochowany na Cmentarzu Kuncewskim w Moskwie.